# تپه تگرباری
 تپه تگرباری مربوط به کالکولتیک جدید (مس‌سنگی) ـ هزاره اول (پیش از میلاد) است و در شهرستان تکاب، بخش مرکزی، دهستان انصار، روستای تاشه کبود واقع شده و این اثر در تاریخ ۳۰ دی ۱۳۸۵ با شمارهٔ ثبت ۱۶۷۴۴ به‌عنوان یکی از آثار ملی ایران به ثبت رسیده است.